# اللسان العربي (نبات)
اللسان العربي أو الشوك العربي (الاسم العلمي: Carduus arabicus)، نبات ثنائي الحول شوكي من جنس اللسان (Carduus) ينتمي للفصيلة النجمية، يصل طوله إلى 1 متر، وله رؤؤس متفرعة تحمل نورات زهرية تشبه القوارير، لذلك يطلقون عليه اسم الخرشيف قاروري الرأس.

## الموطن
ينمو في أوروبا (ألبانيا واليونان وإيطاليا [بما في ذلك صقلية] وأوكرانيا (القرم) وشمال القوقاز) وآسيا (أفغانستان ودول الخليج وإيران والعراق ولبنان وسوريا وعمان وباكستان وفلسطين وطاجيكستان وجنوب القوقاز، وتركيا، وتركمانستان) ، ومصر.